# 异辛基缩水甘油醚
异辛基缩水甘油醚是一种有机化合物，化学式为C11H22O2。它可由2-氯甲基环氧乙烷和2-乙基-1-己醇在氢氧化钾存在下反应制得。在催化下，它和二氧化碳反应，可以生成相应的环碳酸酯。